# Batenia fasciella
Batenia fasciella är en fjärilsart som beskrevs av Pierre Chrétien 1908. Batenia fasciella ingår i släktet Batenia och familjen stävmalar. Inga underarter finns listade i Catalogue of Life.